# 아시아

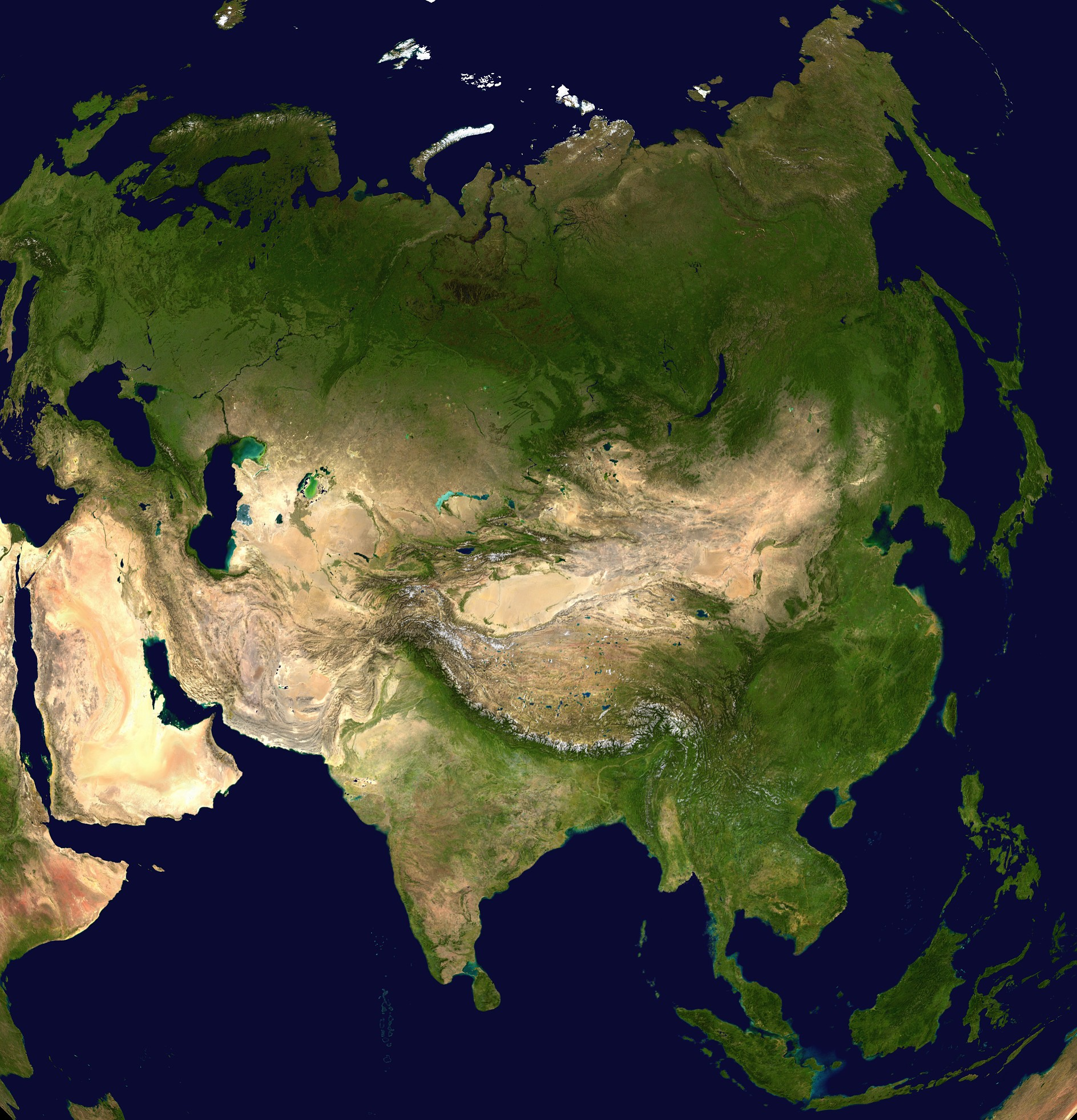
아시아의 인공위성 합성사진

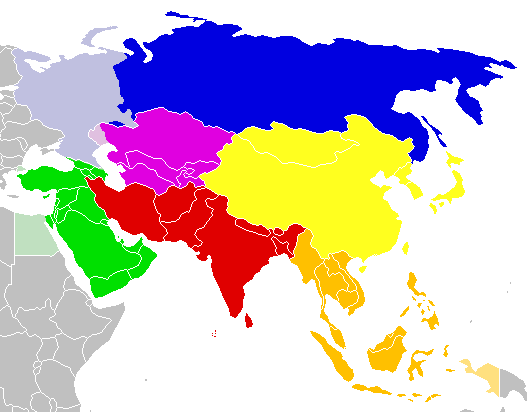
아시아의 세부지역:
북아시아
중앙아시아
서아시아
남아시아
동아시아
동남아시아

아시아(亞細亞, 영어: Asia)는 지구상에서 가장 넓고 인구가 많은 대륙으로, 면적은 44,579,000 km2이다. 아프리카와 아시아는 수에즈운하를 경계로 만난다. 아시아와 유럽의 경계는 다르다넬스 해협, 마르마라해, 보스포루스 해협, 흑해, 코카서스, 카스피해, 우랄강(혹은 엠바강), 그리고 우랄산맥과 노바야제믈랴 제도까지를 경계로 한다. 세계 인구 전체의 60% 정도가 아시아에 거주한다. 또 아시아는 총 48개국이 독립국으로서 존재한다.

## 아시아의 지역
아시아의 지역은 대륙과 인도양 및 태평양의 인접 군도를 포함한다.
- 홍해 (Red Sea) 아프리카와 아라비아반도 사이에 있는 바다(43만 km2). 수에즈 운하를 통해 지중해와 연결된다.
- 흑해 (Black Sea) 동유럽과 아시아 사이에 있는 내해(42만 km2). 다르다넬스 해협과 보스포루스 해협을 통해 지중해로 이어진다.
- 카스피해 (Caspian Sea) 유럽과 아시아 사이에 있는 세계 최대 규모의 호수(37만 km2). 대양과는 관련이 없으며, 그 안에 한반도 전체가 들어가고도 남는다.
- 아랄해 (Aral Sea) 한때 카스피 해와 연결되었던 바다. 지금은 거대한 함수호이다.
- 바이칼호 (Lake Baikal) 세계에서 가장 오래되고(2,500만 년) 가장 깊은(1,620m) 호수. 길이 600km, 폭 60∼80km이며, 해마다 6개월 동안 얼음이 언다.
- 고비 사막 (Gobi Desert) 세계에서 가장 큰(103만 6,000km2) 사막의 하나. 해발 약 1,000m에 자리 잡은 고원이며, 중국과 몽골에 걸쳐 있다.
- 캄차카반도 (Kamchatka Peninsula) 러시아의 동쪽 끝에 있는 반도(3만 1,000km2). 격렬한 화산 활동이 특징이다.
- 동해 (East Sea) 일본과 아시아의 해안을 분리하는 태평양의 해역. 따뜻한 해역과 차가운 해역으로 나뉜다.
- 태평양 (Pacific Ocean) 세계에서 가장 큰(1억 7,900만 km2) 바다. 태평양은 지구 표면의 30%를 차지하며 모든 대륙을 합한 크기 이상이다.
- 일본 (Japan) 영토의 95%를 차지하는 4개의 큰 섬을 포함하여 1,000개의 섬으로 이루어진 열도. 격렬한 화산 활동과 빈번한 지진이 특징이다.
- 한반도 (Korean Peninsula) 동해의 경계를 정하는 반도. 기후는 여름철의 장마와 가을의 태풍이 특징이다.
- 서해 (East Sea) 한국과 류큐 열도(일본의 남쪽), 대만 사이의 태평양 지역.
- 필리핀 (Philippines) 7,000여 개의 섬과 작은 섬들로 이루어진 제도. 주요 섬인 루손과 민다나오 섬이 영토의 70%를 차지한다.
- 남중국해 (South China Sea) 동남아시아의 모든 해안뿐만 아니라 보르네오, 필리핀, 대만 해협에 접해 있는 중국해의 남쪽 부분.
- 인도네시아 (Indonesia) 동서로 5,000km에 걸쳐 자리 잡은 1만4,000개 정도의 섬으로 이루어진 제도. 세계에서 화산 활동이 가장 활발한 지역이다.
- 벵갈만 (Bay of Bengal) 인도와 인도차이나반도 사이의 인도양 해역. 세계에서 가장 큰 삼각주를 통해 갠지스 강이 이곳으로 흘러든다.
- 히말라야산맥 (Himalayas) 세계에서 가장 높은 산맥. 에베레스트 산(8,848m)을 비롯하여 8,000m가 넘는 산이 10여 개 있다.
- 오만만 (Gulf of Oman) 아라비아 해의 가장 좁은 부분. 호르무즈 해협을 통해 페르시아 만으로 연결된다.
- 아라비아해 (Arabian Sea) 인도와 아라비아반도 사이의 인도양 해역. 오만 만은 아라비아 해의 지만(支灣)이다.
- 인도양 (Indian Ocean) 아프리카와 아시아, 오스트레일리아 사이에 있는 상대적으로 작은 바다(7,600만 km2). 수온이 높으며 수많은 섬들이 흩어져 있다.
- 페르시아만 (Persian Gulf) 사우디아라비아, 이란, 이라크에 접한 만(길이 800km). 아라비아 만이라고도 불리며, 중요한 해양 통상로이다.
- 아라비아반도 (Arabian Peninsula) 반건조 기후의 광대한 반도. 세계 석유 매장량의 50%를 보유하고 있다.
- 아덴만 (Gulf of Aden) 남사우디아라비아와 북동 아프리카 사이에 있는 인도양의 북서쪽 해역. 바브엘만데브 해협을 통해 홍해와 연결된다.
- 인도차이나반도 (Indochinese Peninsula) 중화인민공화국과 인도의 사이에 있는 230만 2,000km 크기의 반도. 남중국해와 벵골만에 접해있다.

## 어원
"아시아"(Asia)라는 말은 그리스어 "Ἀσία"에서 나왔으며, 기원전 440년경 헤로도토스가 페르시아 전쟁에서 그리스와 이집트에 대비되는 지역 개념으로 페르시아 제국(현재의 이란)을 가리키거나 혹은 아나톨리아 지방을 뜻하는 말로 '아시아'를 처음으로 썼다고 한다. 헤로도토스는 자신이 논평하기를, 거대한 세 땅덩어리에 왜 여성 이름(에우로페, 아시아, 그리고 아프리카를 지칭하는 리비아)이 쓰이는지 의아스럽다면서, 그리스인 대부분은 아시아라는 이름이 프로메테우스의 부인 이름에서 나온 것으로 생각하나, 리디아 사람들은 이 이름이 사르데이스의 한 부족 이름에서 나온 코티스(Cotys)의 아들 이름인 아시아스(Asias)에서 비롯되었다고 말했노라고 썼다.
헤로도토스 이전에도 호메로스는 트로이아의 동맹인 아시오스(Asios)와 그가 어느 늪을 묘사할 때 쓴 아시오스(ασιο?, 일리아스 2, 461)를 알고 있었다. 이 그리스어 낱말은 아마도 기원전 14세기에 서부 아나톨리아에 있던 연합 국가 앗수와(Assuwa)에서 나온 듯 하다. 히타이트말로 "앗수-"(assu-, "좋은")가 이 명칭의 일부일 것이다.
이 외에도 아카드어로 "밖에 나가다" 또는 "올라가다"라는 뜻으로 중동에서 해가 뜨는 방향을 일컫는 (w)aṣû(m)에서 "아시아" 이름이 나왔으며, "동쪽"을 뜻하는 페니키아어 asu와 아마 관련이 있다고도 하기도 한다. 이 말은 아카드어로 "들어가다" 또는 "(해가) 뜨다"라는 뜻의 erēbu(m)가 지명 '유럽(Europe)'의 어원이 되었다는 비슷한 류의 설명과 대비된다. 그러나 이런 어원 설명은 의심스러운데, "아시아"란 말이 처음에는 셈어권의 서쪽에 있는 아나톨리아와 연관된 말인데, 흑해와 지중해 사이 해협을 항해하는 페니키아인 선원의 입장이 아닌 이상 이와 들어맞지 않기 때문이다.

## 지리적 경계 설정
아시아와 아프리카의 경계는 수에즈 지협과 홍해를 기준으로 하며, 아시아와 유럽 사이는 관습적으로 다르다넬스 해협, 마르마라해, 보스포루스 해협, 흑해, 캅카스산맥, 카스피해, 우랄강, 우랄산맥에서 카라해를 경계로 삼는다. 이렇게듯 오늘날에는 일반적으로 아시아, 아프리카, 유럽 세 대륙을 구분한다. 이것은 특히 아시아의 경우에 그러한데, 이 기준으로 보자면 아시아 대륙은 남아시아와 동아시아처럼 서로 다른 땅덩어리로 볼 수 있는 여러 지역으로 볼 수 있다.
아시아의 북동부에 있는 시베리아는 베링 해협을 사이로 북아메리카와 떨어져 있다. 아시아 대륙 남쪽에는 인도양(서쪽에서 동쪽으로 아덴만, 아라비아해, 벵골만)이 있고, 동쪽에는 태평양(반시계방향으로 남중국해, 동중국해, 황해, 동해, 오호츠크해, 베링해)이 있으며, 북쪽은 북극해가 있다. 오스트레일리아(오세아니아)는 이 대륙의 남동쪽에 있다.
어떤 지리학자는 아시아와 유럽을 별개의 대륙으로 보지 않는데, 논리적으로 둘 사이의 물질적인 구분이 없기 때문이다. 가령 옥스퍼드의 유럽 고고학 명예 교수인 배리 컨리프 경(Sir Barry Cunliffe)은 유럽이 지리학적ㆍ문화적으로 "아시아 대륙의 서쪽 일부분"에 불과하다고 주장하였다. 지리학적으로 아시아는 유라시아 대륙 또는 아프로 유라시아 대륙 동쪽의 주요부를 이루며, 유럽은 이 땅덩어리의 북서쪽 반도이다. 지질학적으로 아시아, 유럽, 아프리카는 하나로 이어져 있는 땅덩어리로, 같은 대륙붕이다. 유럽의 거의 전부와 아시아 대부분은 유라시아판 위에 있으며, 남쪽으로 아라비아판과 인도판이 붙어있으며, 시베리아의 동쪽 끝부분(체르스키산맥 동쪽)은 북아메리카판이다.
이 문제를 놓고 지리학계에서 두 학파가 있다. 한쪽에서는 역사적 관습을 따라 유럽과 아시아를 서로 다른 대륙으로 보고 자세한 분석을 위해 여러 하부 지역(subregion)으로 범주화한다. 다른 쪽에서는 유럽을 언급할 때 지리상의 한 지역이란 뜻으로 "대륙"이라 칭하며, 지형학적인 측면에서 아시아를 설명할 때는 "지역"(region)이란 용어를 쓴다. 언어학적으로 "대륙"이란 개별적인 땅덩어리라는 의미를 함축하므로, 혼동을 막기 위해 용어를 "대륙" 대신 "지역"으로 점차 대체하고 있다.
아시아 대륙의 다양성과 넓은 범위 때문에 정확히 "아시아"가 무엇으로 이루어졌는지 분명하지 않을 때가 있다. 어떤 경우 터키, 중동, 중앙 아시아, 러시아를 제외하고 "극동" 지역, 동남 아시아, 인도 아대륙만 아시아로 규정하기도 하는데, 이는 특히 제2차 세계 대전 이후 미국에서 그러하다. 이 말은 아시아-태평양 지역을 지칭할 때 쓰이기도 하는데, 즉 중동과 러시아는 빼고, 태평양의 여러 섬은 포함하는 것으로, 태평양 섬 사람들은 일반적으로 아시아인이라 하지 않지만, 오스트랄라시아 또는 오세아니아의 일부도 여기에 들어갈 수도 있다.

## 세부 지역 구분
아시아의 세부 지역을 북에서 남으로, 동에서 서로 나열하면 아래와 같이 북아시아, 동아시아, 동남아시아, 중앙아시아, 남아시아, 서아시아가 있다.

### 북아시아
북아시아는 보통 아시아 러시아 지역, 즉 우랄 산맥을 기준으로 러시아 동부에 위치한 아시아 지역을 말한다.

### 동아시아
동아시아에는 다음 지역과 나라가 속한다. 또는 이들 지역을 "동북아시아"라고도 부른다.
- 몽골 - 중앙아시아, 북아시아로 분류할 때도 있다.
- 중화인민공화국
- 중화민국
- 일본 열도의  일본
- 한반도의  대한민국과  조선민주주의인민공화국

### 동남아시아
동남아시아는 인도차이나반도와 말레이 제도로 구성되며, 다시 말레이 제도는 순다 열도, 말루쿠 제도, 필리핀 제도로 구성된다. 동남아시아 지역에 포함되는 나라들은 다음과 같다.
- 인도차이나반도 -  라오스,  미얀마,  베트남,  캄보디아,  태국
- 말레이 제도 -  동티모르,  말레이시아,  브루나이,  싱가포르,  인도네시아,  필리핀

### 중앙아시아
중앙아시아의 정의는 일정하지 않다. 일반적으로 중앙아시아에 포함되는 지역은 다음과 같다.
 카자흐스탄,  우즈베키스탄,  투르크메니스탄,  타지키스탄,  키르기스스탄. 때로는 이란, 아프가니스탄, 파키스탄, 몽골, 중화인민공화국 서부의 티베트 자치구와 신장 위구르 자치구 등도 때로 포함된다.

### 남아시아
남아시아는 주로 인도 아대륙에 속한 나라들과 지역들을 의미한다.
- 인도 아대륙 -  인도,  네팔,  부탄,  파키스탄,  방글라데시,  아프가니스탄
- 인도양의 섬나라 -  스리랑카,  몰디브

### 서아시아
서아시아는 서남아시아라고도 불린다. 때로 중동이라고도 불리나, 중동(中東)이라는 말은 북아프리카의 국가들까지도 포함한다. 서아시아는 다음과 같이 나뉜다:
- 코카서스 3국도 해당되기도 한다(동유럽의 일부로도 볼 때도 있다).
- 근동의  이스라엘,  레바논,  요르단,  시리아,  이라크,  팔레스타인
- 이란
- 아라비아반도의  사우디아라비아,  아랍에미리트,  쿠웨이트,  카타르,  바레인,  오만,  예멘
- 이집트의 시나이반도는 아시아에 속한다.

## 역사
아시아는 세계 4대 문명 중 3개 문명의 발원지이며, 공자, 예수, 부처 등 현대에도 엄청난 영향을 끼치는 다양한 사상가들이 활동했던 대륙이다.
주로 페르시아와 이슬람교 중심의 서아시아, 유목민과 이슬람교의 영향을 받은 중앙아시아, 인도를 중심으로 하는 인도권, 인도와 중국, 이슬람 문화가 결합한 동남아시아, 그리고 중국을 중심으로 하는 동아시아가 서로 상호작용을 주고 받기도 하면서 저마다 독립적인 역사를 발전시켜 나갔다.

## 위치 지도
| 가잔 열도갠지스강고다바리강고비 사막나일강류큐 열도남중국해노르웨이해뉴기니섬네푸드 사막다싱안링산맥다뉴브강동시베리아해동중국해동해둥베이 · 평원랍테프해룹알할리 사막레나강마다가스카르섬마리아나 제도마르마라해말레이반도메콩강몰디브 제도몽골고원바렌츠해바이칼호바탄 제도발리섬발트해발하시호백해베링해벵골만보르네오섬북극해북해볼가강북드비나강브라마푸트라강사할린섬샤오싱안링산맥세이셸 군도소코트라섬수마트라섬술라웨시섬스리랑카섬스칸디나비아반도스타노보이산맥스프래틀리 군도시나이반도새머리싱가포르섬아나톨리아아덴만아라비아반도아라비아해아라푸라해아랄해아무르강아조프해아프리카의 뿔안다만 제도알타이산맥알류샨 열도에게해예니세이강오가사와라 제도오만만오비강오스트레일리아오호츠크해우랄강우랄산맥유프라테스강이란고원인더스강인도 아대륙인디기르카강인도양 (북부)인도차이나반도일본 열도자와섬주강장강치롄산맥카라해카라코람카스피해캄차카반도캅카스산맥캐롤라인 · 제도콜리마강쿠릴 열도쿤룬산맥크리스마스섬타이만대만타클라마칸 사막북태평양톈산산맥통킹만티그리스강티모르섬티베트고원파라셀 제도파미르페르시아만페초라강프라타스섬필리핀 제도필리핀해하이난한반도항가이산맥호르무즈홋카이도홍해화베이 · 평원황하황해흑해히말라야산맥힌두스탄 · 평원힌두쿠시class=notpageimage\| 아시아의 주요 지리 |

## 아시아의 인종 및 주민

### 인구 분포도
아시아는 예부터 세계 최대의 인구를 가진 지역이다. 현재에도 전 세계의 인구의 반 이상이 아시아에 살고 있다. 특히, 인도와 중국만 합해도 약 26억이 넘는다. 이렇게 많은 인구가 살고 있는 것은 전통적으로 벼농사를 하기 때문이다. 벼농사는 면적당 인구 부양력이 클 뿐 아니라, 많은 노동력을 필요하기 때문이다. 따라서 아시아의 인구 분포를 보면 벼농사를 주로 하는 충적평야 지역에 인구가 집중되어 있고 유목에 의존하는 건조지역은 상대적으로 인구 밀도가 낮다.

### 민족 및 언어
광대한 아시아의 자연은 인종 및 민족구성을 복잡하게 하고 있다.
중·동 아시아에서는 몽골고원을 중심으로 총 300만이라는 몽골족이 살고, 중국 동북부는 중국은 국토의 면적이 넓고 세계에서 가장 많은 인구를 포함하며, 13억 6천만 중 한족이 94%를 차지하고 그 수효로도 세계 제1위의 민족이다. 서양의 세력이 점차로 동양으로 밀려들기 시작할 즈음에 한족은 독자적 국가인 중화민국을 건설하였으나, 그들의 근대화는 쉽게 진전되지 않았다. 열강침략의 위협 밑에서 많은 고난을 겪은 뒤에 제2차 세계대전을 계기로 공산 세력하에 급속도로 변모하였다.
현재 대한민국 및 조선민주주의인민공화국(한반도)은 한국어가 표준어로 되어있다
현재 중국에서는 중국어가 표준어로 되어 있으며, 그외에도 상하이, 광저우 등 방언도 많다. 또한 , 티베트어
인도차이나반도에는 몽·크메르·티베트·미얀마족·타이족 등이 중국 동남부 고원지대에서 이곳으로 이동하여 살던 선주민 말레이 인종과 혼합하였다. 타이족은 중국계의 남하민족이나, 문화는 인도에서 온 힌두문화와 불교문화를 받아들였다. 미얀마족은 티베트 동쪽에서 남하하여 1044년에 국가를 건설하였고, 다시 지형이 낮은 곳으로 발전하여 미얀마 민족 국가를 이루었으나 영국의 식민지가 되었다가 현재는 독립국이다.
동남아시아의 도서부에는 니그리토계의 원주민이 널리 분포하였으나 인도차이나반도에서 이동해 온 몽골족은 분파인 말레이 인종에 압박되어 현재는 그 수가 적다. 드라비다인의 세력은 일찍이 인도 전역에 걸쳤으나 아리안인의 침입 후 점점 동남쪽으로 후퇴하였으며, 인구 2,500만으로 인도 원주민의 중요한 요소로 되어 있다.
인도아리안족은 기원전 2000년 ~ 1500년경에 중앙 아시아에서 침입하였으며, 현재 인도 문화의 담당자이다.인도에서는 3327여종의 언어 및 방언이 사용되어 매우 복잡하고, 연방공용어로 힌디어와 영어, 지방공용어로 18종을 인정하고 있다. 서남아시아의 민족은 소아시아를 중심으로 한 터키·아랍 여러 나라의 아랍계 민족, 아리안족에 속하는 이란계민족으로 분리, 모두 이슬람교를 유대로 한 공통성을 가지고 있다.

## 같이 보기
- 아시아의 정중앙점(영어판)
- 아시아의 민족(영어판)
- 아시아적 가치
- 아시안 게임
- 아시아 세기
  - 미국의 세기
- 대분기
- 중국의 시대
  - 백년 국치
- 아시아의 나라와 속령 목록
- 아시아의 역사